# نانسي غوستافسون
نانسي غوستافسون (بالإنجليزية: Nancy Gustafson)‏ هي مغنية ومغنية أوبرا أمريكية، ولدت في 27 يونيو 1956.

## وصلات خارجية
- نانسي غوستافسون على موقع IMDb (الإنجليزية)
- نانسي غوستافسون على موقع ميوزك برينز (الإنجليزية)
- نانسي غوستافسون على موقع ديسكوغز (الإنجليزية)
- نانسي غوستافسون على موقع قاعدة بيانات الفيلم (الإنجليزية)